# Анвін баронет Едвін Реймон
Анвін баронет Едвін Реймон (також Унвін) (англ. Raymond Unwin; (1863-1940) — англійський урбаніст і архітектор. Проектував робітничі селища, міста, парки, приміські оселі. Йому належать теоретичні праці у галузі урбаністики.